# Geranium lucidum
Geranium lucidum là một loài thực vật có hoa trong họ Mỏ hạc. Loài này được Carl von Linné mô tả khoa học đầu tiên năm 1753.

## Hình ảnh

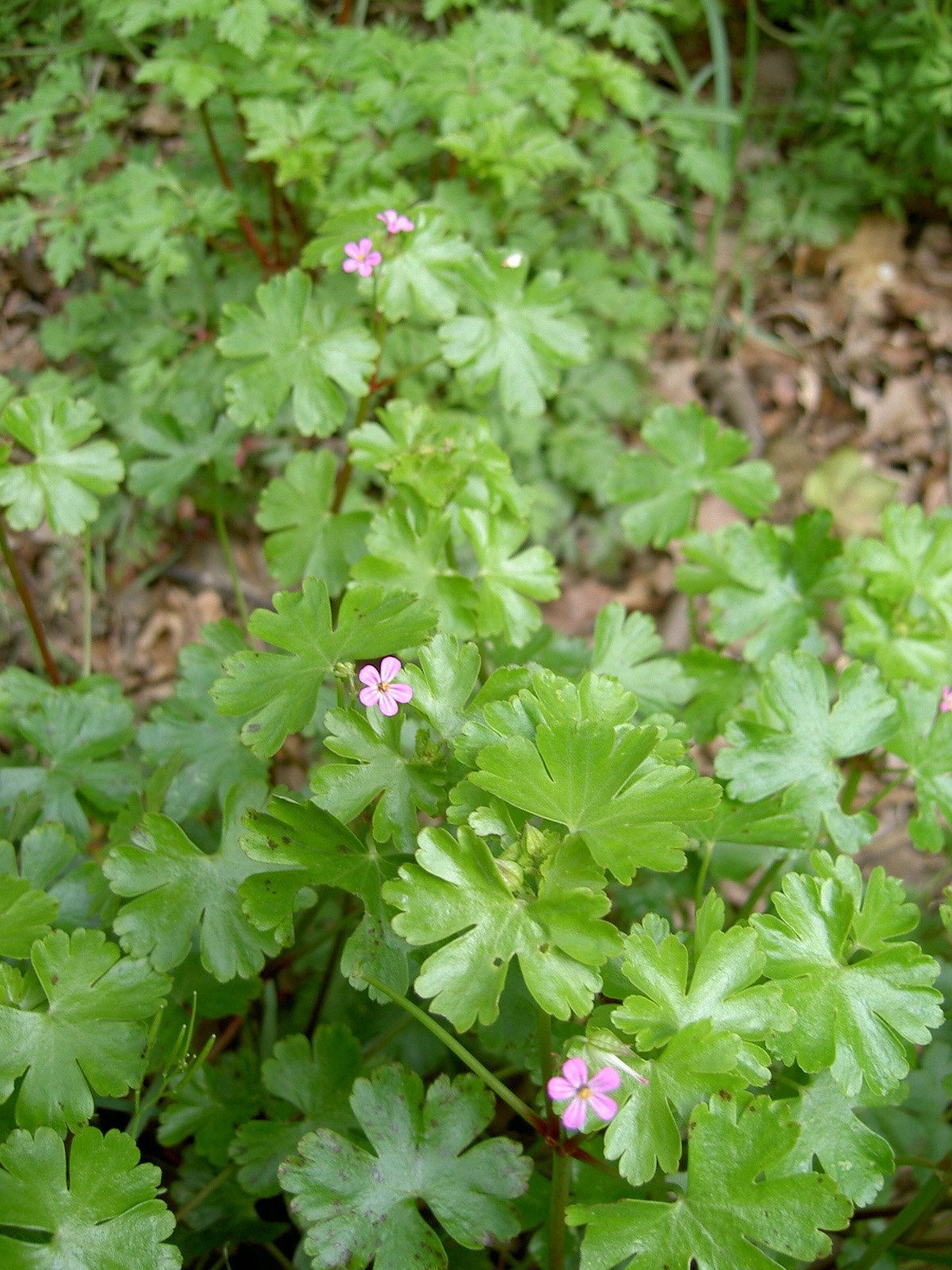
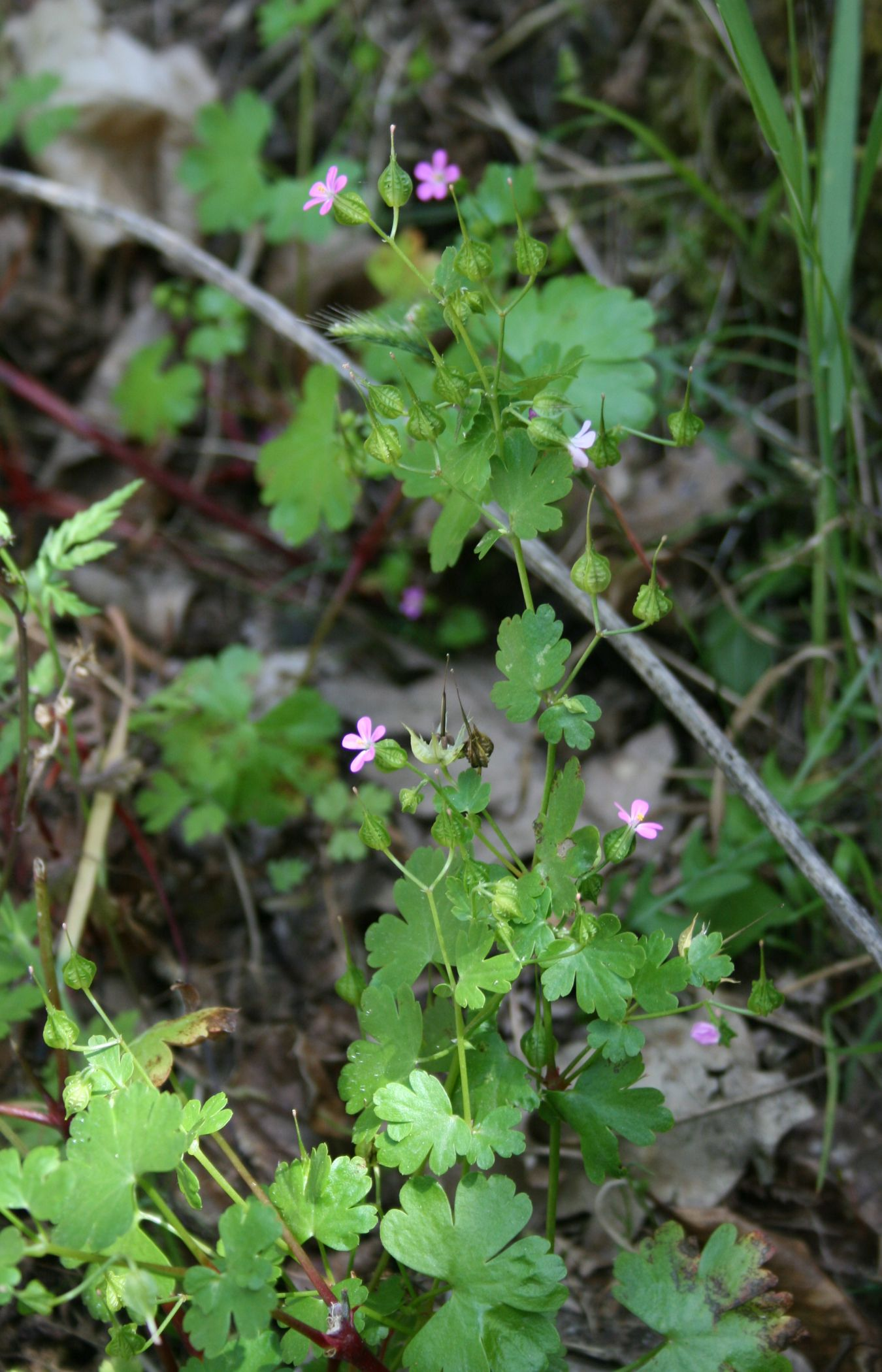
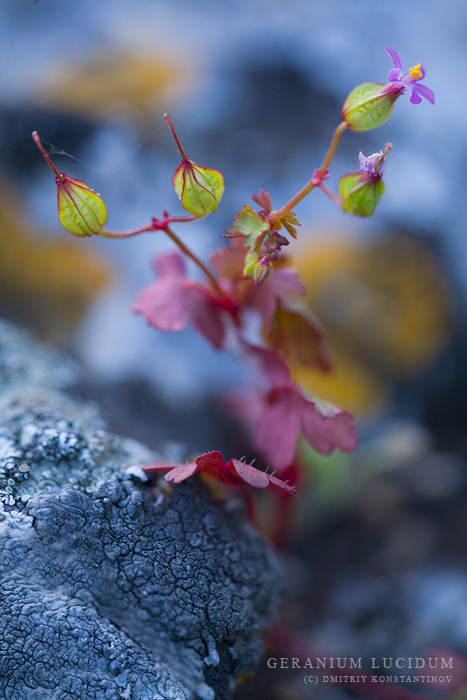
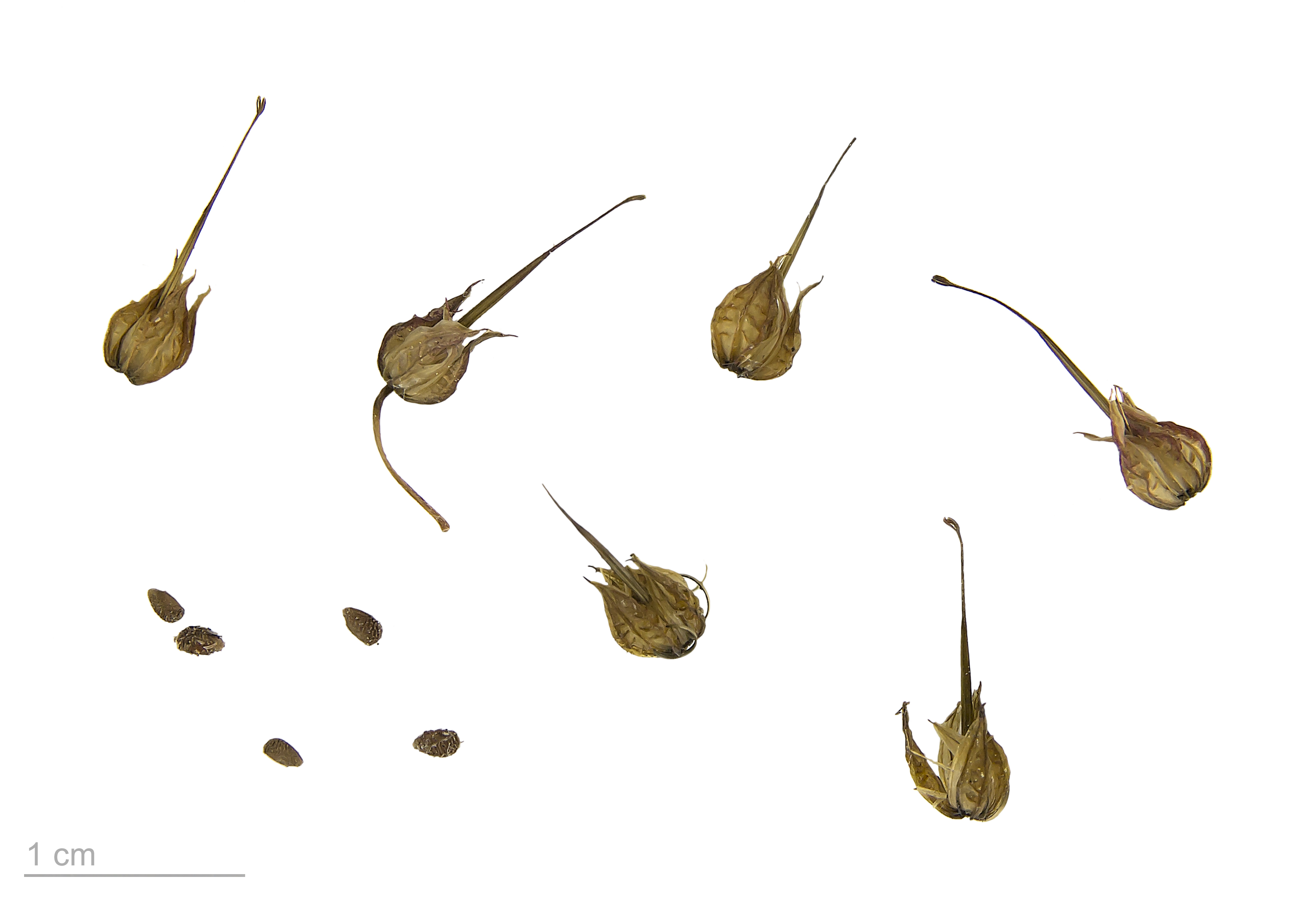
Geranium lucidum - Museum specimen